# Nothing Compares 2 U
Nothing Compares 2 U pjesma je koju je napisao Prince za funk sastav The Family. Sastav objavljuje album prvijenac The Family 1985., no pjesma nije objavljena kao singl i nije postala poznata.  
Irska pjevačica Sinéad O'Connor pravi cover inačicu pjesme 1990. na svom albumu I Do Not Want What I Haven't Got, i ubrzo pjesma postaje hit penjući se na vrh top ljestvica diljem svijeta, između ostalog, u Ujedinjenom Kraljevstvu, SAD-u, Australiji i Švedskoj, gdje je bila i hit godine. 
Glazbeni video je bio popularan na MTV-u. Tada i sam Prince počinje je izvoditi na koncertima, a live-inačica pjesme može se poslušati na njegovoj kompilaciji The Hits/The B-Sides. Ova inačica je bila zajedno u duetu s Rosie Gaines, koja je u to vrijeme bila član njegovog sastava The New Power Generation.